# 町田市立本町田ひなた小学校
町田市立本町田ひなた小学校（まちだしりつ ほんまちひなたしょうがっこう）は、東京都町田市本町田にある公立小学校。

## 概要
- 町田市による「町田市新たな学校づくり推進計画」に基づいて、本町田小学校と本町田東小学校の2校を統合して開校した。なお、校舎は、本町田小学校校舎を暫定使用し、旧本町田東小学校跡地に建設される新校舎に移転する予定である[2]。
- 2025年4月開校時点の児童数は404名、学級数は15学級で、1学年あたりの学級数は2～3学級である[3]。

## 沿革
- 2025年（令和7年）
  - 4月1日 - 本町田小学校と本町田東小学校が統合し、開校。但し、統合校舎はこの時点で完成しておらず、本町田東小学校跡地に建設される新校舎が完成するまで、旧本町田小学校校舎を暫定使用[2]。
  - 4月7日 - 最初の始業式と第1回入学式挙行[1]。
  - 5月24日 - 開校記念式典挙行[1]。
- 2028年（令和10年）度 - 統合校舎が完成し、移転[2]。町田第三小学校を統合。

## 通学区域
- 開校時点では、旧本町田小学校と旧本町田東小学校の通学区域だが、旧本町田小学校区の旭町二丁目（9番～14番）と木曽東四丁目（8番～14番）は学区外となった。

## 交通
- 神奈川中央交通「町37」系統で、「原田向」バス停下車後、徒歩約100m・約1～2分。

## 周辺
- 東京消防庁町田消防署本署 - 旧緑ヶ丘小学校跡地に2017年移転開署
- 緑ヶ丘グラウンド - 旧緑ヶ丘小学校跡地に2018年完成
- 木曽・山崎公園スポーツ広場
- 東京都道47号八王子町田線
- 町田木曽住宅